# 拜里施克尔多夫
拜里施克尔多夫是奥地利施蒂利亚州费尔德巴赫县的一个市镇。总面积6.34平方公里，总人口988人，人口密度161.7人/平方公里（2021年）。